# قيمة الشرك (وشحة)

تعديل مصدري - تعديل

قيمة الشرك هي إحدى قرى عزلة ضاعن بمديرية وشحة التابعة لمحافظة حجة، بلغ تعداد سكانها 268 نسمة حسب تعداد اليمن لعام 2004.